# حسين بيغلو
حسين بيغلو (بالفارسية: حسین‌بیگلو) هي قرية تقع في أذربيجان الغربية في إيران. يقدر عدد سكانها بـ 357 نسمة بحسب إحصاء 2016.